# Wysokowo (rejon wołogodzki)
Wysokowo (ros. Высоково) – wieś w Rosji, w rejonie wołogodzkim obwodu wołogodzkiego. W 2010 r. liczyła 7 mieszkańców.